# Boffalora d'Adda
Boffalora d'Adda là một đô thị ở tỉnh Lodi trong vùng Lombardia, cách khoảng 30 km về phía đông nam của Milano và khoảng 4 km về phía tây bắc của Lodi. Tại thời điểm 31 tháng 12 năm 2004, đô thị này có dân số 1.304 người và diện tích là 8,1 km².
Boffalora d'Adda giáp các đô thị: Zelo Buon Persico, Spino d'Adda, Dovera, Galgagnano, Lodi, Montanaso Lombardo.